# Terrafugia Transition
Le Terrafugia Transition ou Transition est un avion convertible en véhicule automobile conçu par la société américaine Terrafugia et qui a fait son premier vol en 2009.

## Caractéristiques
Le Terrafugia Transition, un avion convertible en véhicule automobile conçu par la société américaine Terrafugia, fonctionne en mode hybride. Il est équipé d'un moteur 4-cylindres essence Rotax 912iS de 100 ch couplé à un moteur électrique associé à une batterie lithium-fer-phosphate.

### Communes aux deux modes
- Places : deux, pour un pilote et un passager côte à côte
- Réservoir : 76 l (vingt gallons)
- Poids à vide : 440 kg
- Charge utile : 210 kg
- Moteur : 1 × Rotax 912 ULS
  - Puissance maximale : 75 kW à 5 800 tr/min pendant 5 min
  - Puissance continue : 71 kW à 5 500 tr/min

### En mode automobile
- Largeur : 2,3 m
- Hauteur : 2,03 m
- Consommation : 6,7 l/100 km
- Vitesse : 105 km/h

### En mode avion
- Largeur (envergure) : 8,08 m
- Hauteur : 1,98 m
- Consommation : 18,9 l/h (5 gallons/h)
- Autonomie : 640 km (400 miles)
- Vitesse de croisière : 160 km/h (100 miles/h)
- Vitesse de décrochage : 83 km/h
- Course au décollage : 762 m
- Poids maximal au décollage : 650 kg

La nouvelle version de Transition, la Transition TF-X, prévoit une capacité de décollage à la verticale.

## Commercialisation

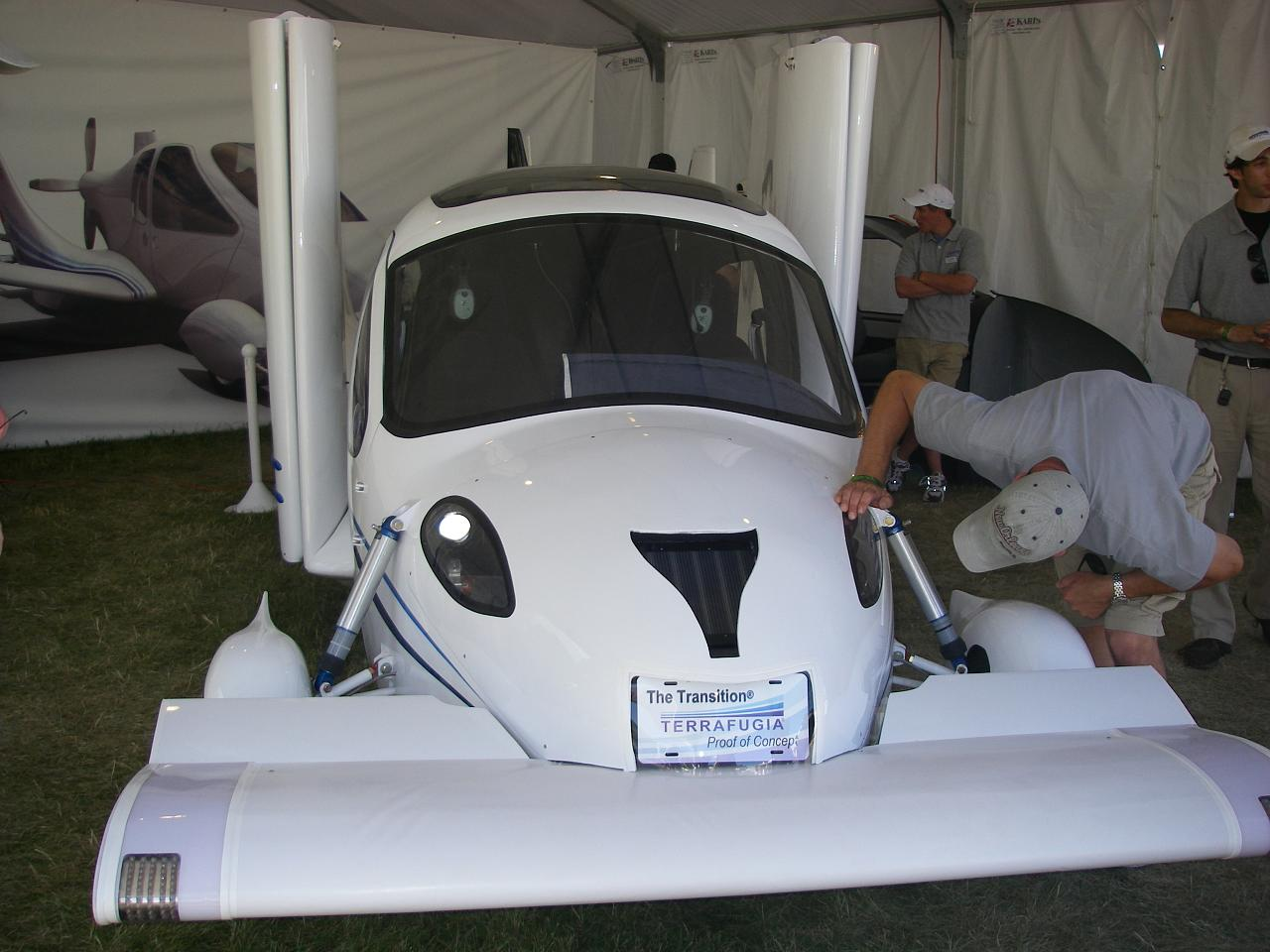
Le Terrafugia Transition en configuration de route

### Évolution du prix
Le prix annoncé est :
- le 14 juillet 2010 : 194 000 USD, soit à cette date environ 155 000 €[3] ;
- le 3 avril 2012 : 279 000 USD, soit à cette date environ 213 000 €[4].

### Certification aéronautique

#### Dérogation accordée par la FAA
Le Transition a fait l'objet d'une dérogation de la part de la FAA le 1er juillet 2012. La FAA a autorisé le dépassement du poids maximal autorisé de 600 kg, pour accepter un maximum de 650 kg tout en maintenant le classement en avion de sport léger.
Ceci est justifié par le fait que la structure et l'équipement de l'avion ont été adaptés pour répondre aux exigences des standards fédéraux de la sécurité des véhicules motorisés Federal Motor Vehicle Safety Standards (en) (FMVSS), ce qui n'est pas le cas des autres avions de sport légers.
L'avion comprend des airbags, des parties d'absorption d'énergie par déformation, et une cellule de protection, pour augmenter la sécurité, sur route comme pour le vol.
Ceci a une conséquence commerciale importante, car financière : les acheteurs potentiels n'auront à passer qu'un examen bien plus facile que pour une catégorie d'avion plus lourd. En effet, concernant l'examen pour cette catégorie, la documentation à connaître est moindre, et vingt heures de vol confirmées seulement suffisent.